# جاي ر. بيلي
جاي ر. بيلي (بالإنجليزية: J. R. Bailey)‏ هو مغن مؤلف أمريكي، ولد في 1932، وتوفي في 1980.

## وصلات خارجية
- جاي ر. بيلي على موقع ميوزك برينز (الإنجليزية)
- جاي ر. بيلي على موقع ديسكوغز (الإنجليزية)